# Spermophagus calystegiae
Spermophagus calystegiae é uma espécie de insetos coleópteros polífagos pertencente à família Chrysomelidae.
A autoridade científica da espécie é Luk'yanovich & Ter-Minasyan, tendo sido descrita no ano de 1957.
Trata-se de uma espécie presente no território português.